# Municipio de Elm (Kansas)
El municipio de Elm (en inglés: Elm Township) es un municipio ubicado en el condado de Allen en el estado estadounidense de Kansas. En el año 2010 tenía una población de 1257 habitantes y una densidad poblacional de 10,19 personas por km².

## Geografía
El municipio de Elm se encuentra ubicado en las coordenadas 37°54′20″N 95°17′53″O / 37.90556, -95.29806. Según la Oficina del Censo de los Estados Unidos, el municipio tiene una superficie total de 123.31 km², de la cual 122,04 km² corresponden a tierra firme y (1,03 %) 1,26 km² es agua.

## Demografía
Según el censo de 2010, había 1257 personas residiendo en el municipio de Elm. La densidad de población era de 10,19 hab./km². De los 1257 habitantes, el municipio de Elm estaba compuesto por el 97,22 % blancos, el 0,16 % eran afroamericanos, el 0,95 % eran amerindios, el 0,8 % eran de otras razas y el 0,88 % eran de una mezcla de razas. Del total de la población el 1,27 % eran hispanos o latinos de cualquier raza.